# Charles Mitchell Smith Leslie
Charles Mitchell Smith Leslie (Filadélfia, 1827 – 1889) foi um engenheiro estadunidense.
Foi chefe da comissão encarregada de medir as terras do patrimônio dotal da Princesa Isabel, em 1881, auxiliado pelos engenheiros Carlos Othon Schlappal e João Carlos Greenhalgh. Foi o primeiro diretor da Colônia Imperial Grão Pará, instalada em 2 de dezembro de 1882, vinculada ao distrito de Orleans, município de Tubarão.
Recepcionou o Conde d'Eu, quando de sua visita a Grão Pará, em 27 de dezembro de 1884.
Conforme registra Etienne Stawiarski, "O primeiro diretor era um americano, Leslie, homem pobre, trabalhador, porém somente um homem de gabinete. Não tinha prática nem saúde necessária para bem desempenhar suas funções. Após dois anos retirou-se."

## Fundação da Colônia Grão-Pará
"No dia 15 de maio de 1882 o Sr. Leslie apresentou-se para tomar posse do cargo. Em 8 de julho de 1882, em Tubarão, dava-se início oficial à colônia que os condes quiseram se chamasse Grão-Pará, em honra de seu primogênito, D. Pedro de Alcântara, Príncipe do Grão-Pará. Em Tubarão estabeleceu-se a sede provisória, logo transferida para Braço do Norte. Enquanto isto, ao par do trabalho diplomático para obter a benevolência das autoridades locais para a nova colônia, iniciou-se a derrubada da mata e a construção da sede definitiva, entre dois braços do rio Pequeno".